# جین سیبرگ
جین دوروتی سیبرگ (انگلیسی: Jean Dorothy Seberg; ۱۳ نوامبر ۱۹۳۸ – ۳۰ اوت ۱۹۷۹) هنرپیشه سینمای اهل ایالات متحده آمریکا بود.

## درگذشت

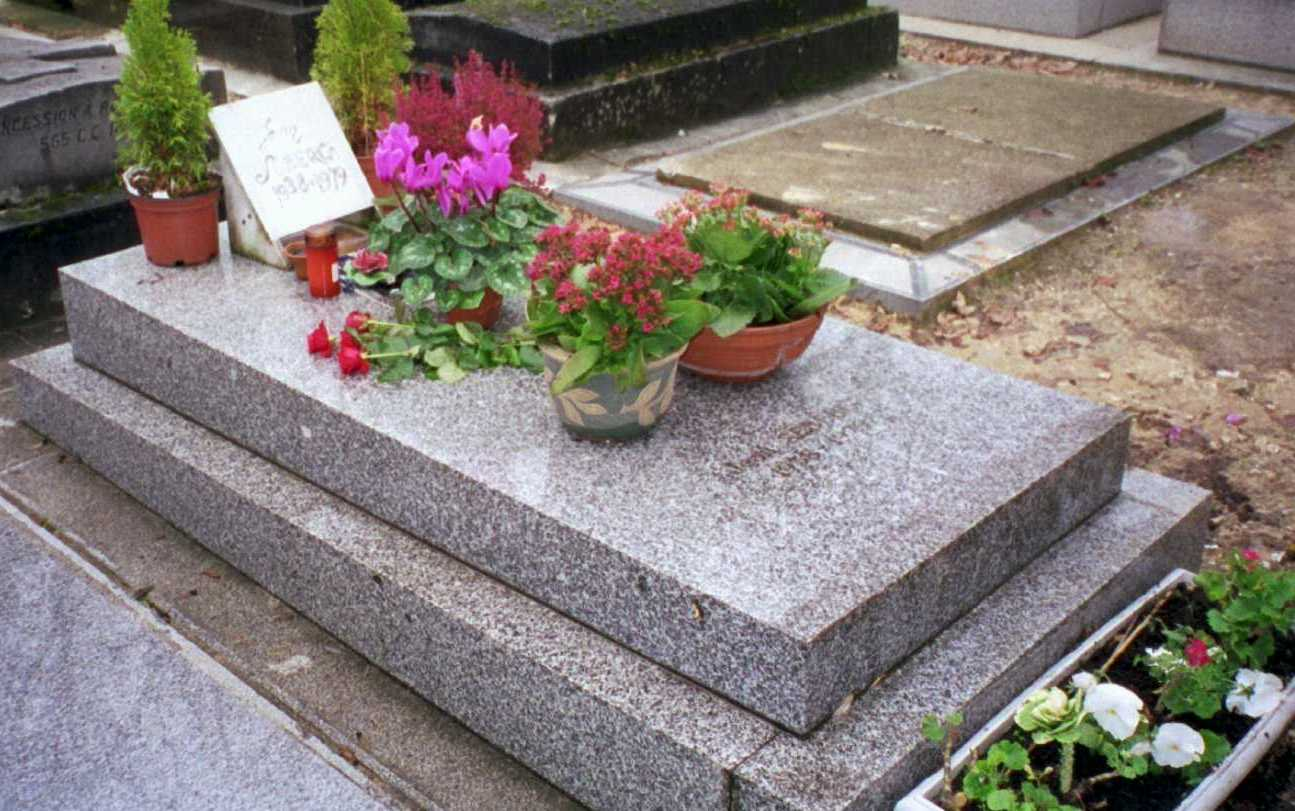
قبر جین سیبرگ

در شب ۳۰ اوت ۱۹۷۹، سیبرگ ناپدید شد. در ۸ سپتامبر، نه روز پس از ناپدید شدن، جسد او در حالی که در یک پتو در صندلی عقب رنو پیچیده شد بود، در نزدیکی آپارتمان خود در پاریس در منطقه ۱۶ پیدا شد. پلیس یک بطری باربیتورات، یک بطری آب معدنی خالی و یادداشتی را که به زبان فرانسه از سیبرگ خطاب به پسرش نوشته شده بود، یافت. در بخشی از آن آمده بود: «ببخش من دیگر نمی‌توانم با اعصابم زندگی کنم.»

## فیلم‌شناسی
- ژان مقدس (۱۹۵۷)
- از نفس افتاده (۱۹۶۰)
- فرار آزاد (۱۹۶۴)
- لیلیت (۱۹۶۴)
- یک دیوانگی خوب (۱۹۶۶)
- پرندگان می‌روند در پرو می‌میرند (۱۹۶۸)
- واگنت را رنگ کن (۱۹۶۹)
- فرودگاه (۱۹۷۰)
- ماچو کالاهان (۱۹۷۰)
- کلافه از گرما (۱۹۷۰)
- اسبان سپید تابستان (۱۹۷۵)